# Xanthorrhoea minor
Xanthorrhoea minor är en grästrädsväxtart som beskrevs av Robert Brown. Xanthorrhoea minor ingår i släktet Xanthorrhoea och familjen grästrädsväxter.

## Underarter
Arten delas in i följande underarter:
- X. m. lutea
- X. m. minor

## Bildgalleri

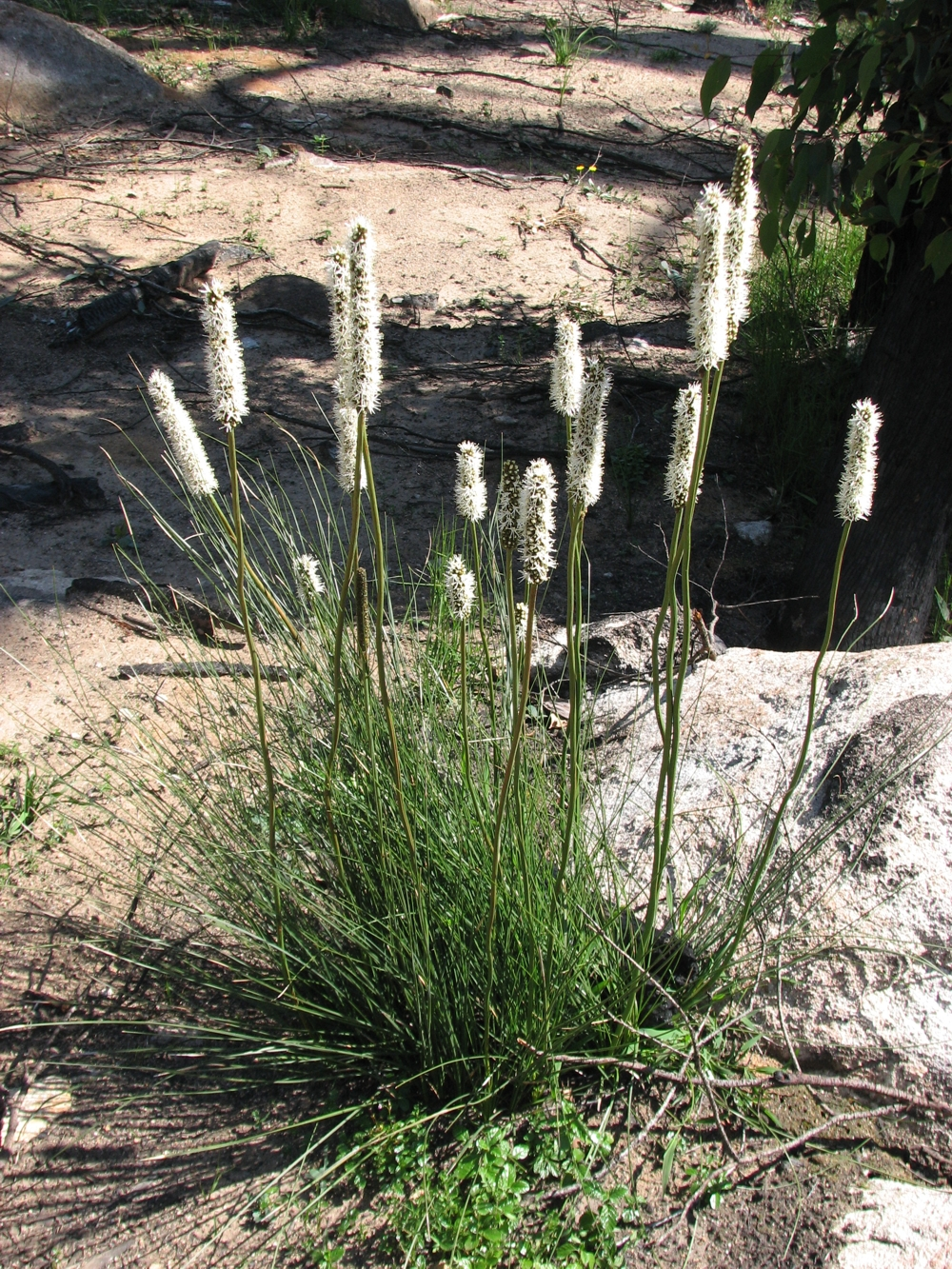